# (35299) 1996 VK8
1996 VK8 (asteroide 35299) é um asteroide da cintura principal. Possui uma excentricidade de 0.33143530 e uma inclinação de 3.60167º.
Este asteroide foi descoberto no dia 7 de novembro de 1996 por Kin Endate e Kazuro Watanabe em Kitami.